# Joaquín Decref y Ruiz
Joaquín Decref y Ruiz (La Habana, 28 de febrero de 1864-Madrid, 16 de abril de 1939) fue un médico español, promotor de las enseñanzas de kinesioterapia en España y considerado uno de los padres de la rehabilitación médica.

## Biografía
Licenciado en medicina en 1884, con nota de sobresaliente, y diez años más tarde, en 1894, obtuvo el grado de Doctor con igual calificación. Su vocación se enfocaba en la mecanoterapia aplicada a la cirugía. Obtuvo el título de profesor de gimnasia en 1887, para fundar dos años más tarde, en 1889, el Instituto de Ortopedia y Física Terapéutica. También profesor fundador del primer Instituto de mecanoterapia y posteriormente, de electroterapia en el Hospital Clínico de San Carlos en Madrid. Fue Presidente de la Sociedad Española de Electrología y Radiología Médicas y Vicepresidente de la Sociedad Española de Higiene. Fue miembro del Patronato del Instituto de Reeducación de Inválidos y Tesorero de la Academia Médico-Quirúrgica Española. 
Representó a España en el Congreso Internacional de Educación Física de París (1913). Fue vicepresidente de la Sociedad Española de Higiene y médico especialista de la Asociación de la Prensa. Publicó decenas de tratados sobre fisioterapia y varios escritos sobre diversos viajes de estudio y de asistencia a congresos. En 1915 ocupó la Medalla número 3 de la Real Academia Nacional de Medicina. 
En el campo social, fue comisario general de los Exploradores de España («boy scouts españoles») en la década de 1920 y representó a España en el segundo jamboree mundial de Copenhague (1924) junto a Antonio Trucharte Samper.

## Publicaciones
Entre sus obras más destacadas se encuentran:
- La gimnástica como tratamiento del corea (1887);
- La educación física en la escuela (1892);
- Nouvelle méthode de massage employée comme agent thérapeutique et comme moyen de diagnostic (1900);
- El método de amansamiento húmedo (1900);
- Estudio crítico acerca del procedimiento de curación de la luxación congénita de la cadera por el método incruento del Doctor Adolfo Lorenz (de Viena)  (1905);
- Pronóstico y tratamiento de las roturas fibrilares musculares (1905);
- Las corrientes eléctricas industriales: accidentes y primeros auxilios (1907);
- Peligros del deporte (1909);
- El sport en las clases populares (1911);
- Congreso de Educación Física de París (1913);
- Educación Física (1913);
- Kinesiterapia: Manual de Técnica de Amasamiento y Gimnasia médica y sus aplicaciones á las enfermedades del aparato locomotor (1914);
- Los medios físicos en el tratamiento de la poliomielitis águda (1917);
- Necesidad de instituir en España la enseñanza oficial de la electricidad médica (1917);
- La educación intelectual y profesional de los anormales del aparato locomotor (1922);
- La reeducación de inválidos para el trabajo (1924).

## Premios y reconocimientos
Entre otros reconocimientos recibió la Gran Cruz del Mérito Civil, Cruz blanca de segunda clase de la Orden del Mérito Militar y la Médaille de la Reconnaissance française. También:
- Diploma de Honor en el I Congreso Internacional de Fisioterapia de Lieja (Bélgica, 1905).
- Medalla de Plata del Congreso Internacional de Roma (1894)
- Medalla de Oro en la Exposición del IX Congreso Internacional de Higiene y Demografía (Madrid, 1898).
- Placa de Honor de la Cruz Roja Española;
- Académico Correspondiente, por premio, de la Reales Academias de Medicina de Sevilla y Cádiz.